# 大庆 (王大叔)
大庆（1797年二月）为中国清朝时期反清领袖王大叔的年号。王大叔見於《東華錄》但年號未見。羅振玉《校增紀元編》有此年號，注云：「嘉慶二年二月反，即誅。」

## 公元纪年对照表
| 大庆 | 元年   |
| ---- | ------ |
| 公元 | 1797年 |
| 干支 | 丁巳   |

## 同期存在的其他政权年号
- 中國
  - 嘉庆（1796年－1820年）：清朝—清仁宗顒琰之年号
  - 大庆（1797年）：清朝时期—黎树之年号
- 越南
  - 景盛（1792年—1801年）：越南西山朝—富春阮光缵之年号
- 日本
  - 寬政（1789年－1801年）：光格天皇之年號

## 參看
- 中國年號索引
- 其他时期使用的大庆年号